# Штайнглетчер
Штайнглетчер (нем. Steingletscher) — ледник в Урийских Альпах (нем. Urner Alpen) южнее перевала Зустенпасс в кантоне Берн, Швейцария.
Длина ледника Штайнглетчера — 4,2 км, площадь — 6,06 км² (по состоянию на 1973 год). У конца языка ледника располагается озеро Штайн.
Ледник начинается на хребте между вершиной Гвехтенхорн (3420 м над уровнем моря) на западе и вершиной Зюстенхорн на востоке. С этой точки он течёт на север вдоль западного кряжа малой вершины Зюстенхорн (3318 м, над уровнем моря).
Язык ледника сейчас находится на 1940 м над уровнем моря сразу за озером Штайнзе (озеро, Швейцария). Второй его язык проходит через гребень между вершинами Тирбегли и Бокберг. Крайняя точка ледника скрывается в притоке Штайнвассер, протекающем сквозь местность Гадмертал и втекающем в реку Ааре около Иннерткирхена.
Верхняя часть ледника соединена на западном склоне вершины Гвешенхорн с так называемым Крайним Ледником. Его длина составляет 2,8 км, площадь — 2,5 км. Ледник берёт начало в Тирберге параллельно Штайнглетчеру несколько севернее, опираясь на вершину Тирбергли на востоке и вершину Гилисток на западе (2900 м над уровнем моря). Его язык достигает 2120 метров над уровнем моря. Ледник втекает в приток Штайнвассер в задней части озера Штайнзе.
В малом ледниковом периоде в середине XIX века Штайнглетчер был на 1 км длиннее, чем сегодня. При его отступлении, начиная с 1940 года, в долине бывшего языка ледника образовалось озеро Штайнзе.
В отличие от глетчеров области Вализия, таких как Арола, крайние и боковые морены расположены на нём совсем рядом с руслом. При рассмотрении соседних вершин (Зюстенхорн, Тирберг, Дихтерхорн), выясняется, что их средняя высота — 3400-3500 метров (Гребневое окружение). Данный фактор предрасполагает к образованию крупной зоны стока, отделенной от зоны питания ледника 3000-метровой вершиной Изотерма. Таким образом, в нижних слоях ледника, в его левой части, сохранились ледовые пласты. Тем не менее, начиная с 1850 года, несмотря на расширение зоны стока и толщины льда, количество подземных толчков уменьшается. На протяжении последних 150 лет ледник постоянно замедляет скорость отступления в сравнении с другими глетчерами этой зоны.
На вершине горы Фельскамм гряды Тирбергли, на уровне 2795 м над уровнем моря, расположена резиденция Швейцарского альпийского клуба САК. С неё начинаются походы альпинистов и скалолазов на юг через вершину Сустенлими высотой 3089 метров в направлении вершины Челенальпталь в задней части долины Гешенер.
В 2010 году минеральный состав воды Штайнглетчера привлёк пристальное внимание швейцарских учёных, и с тех пор начались многочисленные исследования свойств этой воды и её влияние на организм человека.